# 大角 (楽器)
大角（はらのふえ/はら/だいかく）は、軍事用の吹奏楽器。

## 概要
水牛・牛角などの内部をえぐって空洞にし、先端を切って吹き口とした角笛であり、『和名類聚抄』では「大角」を「波良乃布江」と読むとしている。「大角」の表記は獣角に形状が似ていたためであり、「はら」の読みは、唐代に宮門の警衛を職掌とした武官の持つ大角を「簸邏廻」（はらかい）と呼んだためである。「簸邏廻」は魏以来の北方の楽器を指す。
初出は、『日本書紀』の天武天皇14年（685年）11月の
という天皇の詔である。
律令体制では、鼓吹司に吹部が34人が置かれて調習されており、『令義解』に伝わる養老令の「軍防令」の規定によると、軍団にはそれぞれ鼓2面、大角2口、少角2口を置き、分番して兵士に教習させた、とある
『貞観儀式』巻九は、「三月一日於鼓吹司試生等儀」を伝えているが、平安時代末より武士の台頭とともに角笛は洞貝（ほらがい）に代わり、大角は大貝になり、あるいは竹製の竹洞が使用されて、令制の大角・小角は姿を消している。